# 星置川
星置川（日语：／ Hoshioki-gawa）是北海道札幌市到小樽市之間的一條河流，屬於二級河川，入海口是日本海的石狩湾。其間有星置瀑布。星置川全長8（5.0英里）。
名稱來源於阿伊努語的「pes-poki」，意思是懸崖之下。